# Walter Windfuhr
Walter Windfuhr (* 6. Mai 1878 in Hamburg; † 22. Mai 1970 ebenda) war ein deutscher Theologe und Judaist.

## Leben und Wirken
Walter Windfuhr kam als Sohn eines Kaufmanns in Hamburg zur Welt. Während der Jugendzeit arbeitete er als Schiffsjunge und erreichte dabei auf einem Segelschiff Chile. Nach dem Abitur 1899 am Matthias-Claudius-Gymnasium studierte er Evangelische Theologie und semitische Sprachen. Die theologischen Examina legte er 1903 und 1905 ab. 1907 erhielt er eine Pastorenstelle an der Hauptkirche Sankt Katharinen in Hamburg. Sein Wirkungsbereich umfasste die nach Stephan Kempe benannte Kirche in Hammerbrook. 
1914 reiste Windfuhr für längere Zeit zu Forschungszwecken in den Orient. Im Bereich der wissenschaftlichen Arbeiten behandelte er das Judentum und das Alte Testament und galt schnell als renommierter Experte für rabbinische und mittelalterliche jüdische Geschichte. Fachleute sahen ihn als einen der besten Wissenschaftler zum Schriftgut des Talmud an. Windfuhr befasste sich insbesondere mit der Philologie und verfasste textkritische Ausgaben und Kommentierungen und übersetzte mehrere Traktate der Mischna. 
Windfuhr, der seit 1924 Ehrendoktor der Universität Heidelberg war, lehrte ab 1920 Theologie im Alten Testament und war ab 1925 Lehrbeauftragter der Universität Hamburg, von der er 1929 einen Ruf als Honorarprofessor erhielt. 1926/27 gab er Vorlesungen am Institutum Judaicum in Berlin – einen Ruf der Einrichtung erhielt er jedoch nicht. Da er eine enge Zusammenarbeit der Kirche mit den Nationalsozialisten ablehnte, bat Windfuhr Ende 1933, als Pastor in den Ruhestand versetzt zu werden. Er lehrte weiterhin an der Hamburger Universität, zunächst bis 1941, später von 1951 bis 1958.
Walter Windfuhr wurde auf dem Friedhof Ohlsdorf (Planquadrat Y 16) beigesetzt.